# (500523) 2012 TB308
(500523) 2012 TB308 es un asteroide perteneciente al cinturón de asteroides, descubierto el 16 de septiembre de 2006 por el equipo del Catalina Sky Survey desde el Catalina Sky Survey, Arizona, Estados Unidos.

## Designación y nombre
Designado provisionalmente como 2012 TB308.

## Características orbitales
2012 TB308 está situado a una distancia media del Sol de 3,142 ua, pudiendo alejarse hasta 3,598 ua y acercarse hasta 2,687 ua. Su excentricidad es 0,144 y la inclinación orbital 13,82 grados. Emplea 2035,05 días en completar una órbita alrededor del Sol.

## Características físicas
La magnitud absoluta de 2012 TB308 es 16. 